# Strongylocentrotidae
Strongylocentrotidae vormen een familie van zee-egels binnen de orde der Camarodonta.

## Geslachten
- Hemicentrotus Mortensen, 1942
- Mesocentrotus Tatarenko & Poltaraus, 1993
- Pseudocentrotus Mortensen, 1903
- Strongylocentrotus Brandt, 1835